# Diocesi di Palmerston North
La diocesi di Palmerston North (in latino Dioecesis Palmerstonaquiloniana) è una sede della Chiesa cattolica in Nuova Zelanda suffraganea dell'arcidiocesi di Wellington. Nel 2021 contava 67.645 battezzati su 499.220 abitanti. È retta dal vescovo John Lewis Adams.

## Territorio
La diocesi si estende sulle regioni di Manawatu-Wanganui, Baia di Hawke e Taranaki nell'isola del Nord.
Sede vescovile è la città di Palmerston North, dove si trova la cattedrale dello Spirito Santo.
Il territorio è suddiviso in 22 parrocchie.

## Storia
La diocesi è stata eretta il 6 marzo 1980 con la bolla Properamus et gestimus di papa Giovanni Paolo II, ricavandone il territorio dall'arcidiocesi di Wellington.

## Cronotassi dei vescovi
Si omettono i periodi di sede vacante non superiori ai 2 anni o non storicamente accertati.
- Peter James Cullinane (6 marzo 1980 - 22 febbraio 2012 ritirato)
- Charles Edward Drennan (22 febbraio 2012 succeduto - 4 ottobre 2019 dimesso)
  - Sede vacante (2019-2023)[1]
- John Lewis Adams, dal 22 giugno 2023

## Statistiche
La diocesi nel 2021 su una popolazione di 499.220 persone contava 67.645 battezzati, corrispondenti al 13,6% del totale.
| anno | popolazione | popolazione | popolazione | presbiteri | presbiteri | presbiteri | presbiteri                | diaconi | religiosi | religiosi | parrocchie |
| anno | battezzati  | totale      | %           | numero     | secolari   | regolari   | battezzati per presbitero | diaconi | uomini    | donne     | parrocchie |
| ---- | ----------- | ----------- | ----------- | ---------- | ---------- | ---------- | ------------------------- | ------- | --------- | --------- | ---------- |
| 1990 | 71.106      | 427.845     | 16,6        | 115        | 50         | 65         | 618                       |         | 112       | 163       | 36         |
| 1999 | 62.310      | 447.837     | 13,9        | 74         | 42         | 32         | 842                       |         | 57        | 129       | 33         |
| 2000 | 62.310      | 447.837     | 13,9        | 71         | 43         | 28         | 877                       |         | 52        | 89        | 33         |
| 2001 | 62.310      | 447.837     | 13,9        | 69         | 44         | 25         | 903                       |         | 31        | 83        | 33         |
| 2002 | 62.310      | 447.837     | 13,9        | 63         | 42         | 21         | 989                       |         | 35        | 72        | 33         |
| 2003 | 62.310      | 447.837     | 13,9        | 64         | 44         | 20         | 973                       |         | 37        | 82        | 33         |
| 2004 | 62.844      | 444.837     | 14,1        | 56         | 43         | 13         | 1.122                     |         | 36        | 61        | 33         |
| 2013 | 57.996      | 487.000     | 11,9        | 53         | 34         | 19         | 1.094                     |         | 37        | 71        | 32         |
| 2016 | 60.285      | 460.619     | 13,1        | 53         | 34         | 19         | 1.137                     |         | 28        | 62        | 22         |
| 2019 | 64.120      | 489.600     | 13,1        | 57         | 30         | 27         | 1.124                     | 1       | 50        | 51        | 22         |
| 2021 | 67.645      | 499.220     | 13,6        | 50         | 28         | 22         | 1.352                     | 1       | 43        | 52        | 22         |